# Eucoelium peresi
Eucoelium peresi är en sjöpungsart som först beskrevs av Plante och Vasseur 1966.  Eucoelium peresi ingår i släktet Eucoelium och familjen Polycitoridae. Inga underarter finns listade i Catalogue of Life.